# Гонтовля
Гонто́вля (бел. Ганто́ўля) — деревня в составе Михеевского сельсовета Дрибинского района Могилёвской области Республики Беларусь.

## Население
- 1999 год — 21 человек
- 2010 год — 6 человек